# Свободный список
Свободный список (нем. Freie Liste) — политическая партия в Лихтенштейне. Придерживается левоцентристской идеологии. Сторонники партии определяют себя как социал-демократы и зелёные. По результатам выборов 2021 года, имеет три места в парламенте страны.

## История
Основанная в 1985, партия ставит своей целью защиту равенства полов и социальной справедливости. Выступает за активную интеграцию иностранцев, улучшение экологии и разрешение транспортных проблем. Кроме того, «Свободный список» является единственной политической партией княжества, выступающей за введение полноценной парламентской монархии.
На февральских выборах 1993 года «Свободный список» впервые вошёл в Ландтаг. 

## Современное положение
На выборах 2005 года партия завоевала в парламенте 3 мандата из 25. 
По итогам выборов, состоявшихся в 2009, сохранила лишь одного депутата в Ландтаге. Партия также представлена в шести из одиннадцати местных советов страны.
По итогам выборов 2013 года партия имеет 3 из 25 представителей в парламенте Лихтенштейна, увеличив своё представительство ровно в три раза, относительно выборов 2009 года.
По итогам выборов в 2021 году партия сохранила 3 кандидатов, также стала 3 по численности после образования партии Демократы за Лихтенштейн